# Go (2001)
Go é um filme de drama japonês de 2001 dirigido e escrito por Isao Yukisada, Kazuki Kaneshiro e Kankurō Kudō. Foi selecionado como representante do Japão à edição do Oscar 2002, organizada pela Academia de Artes e Ciências Cinematográficas.

## Elenco
- Yōsuke Kubozuka - Sugihara
- Ko Shibasaki - Sakurai Tsubaki
- Shinobu Ōtake - Michiko
- Tsutomu Yamazaki - Hideyoshi
- Hirofumi Arai - Won-su
- Mitsu Murata - Katō
- Takato Hosoyamada - Jeong-il
- Min Kim as Naomi